# Terhi Tolvanen
Terhi Tolvanen (Helsinki, 2 november 1968) is een beeldend kunstenaar die actief is als sieraadontwerper.

## Biografie
Tolvanen is opgeleid tot zilversmid aan het Lahti Design Institute te Lahti (1989-1993). Daarna volgde zij een opleiding tot sieradenontwerper aan de Gerrit Rietveld Academie te Amsterdam (1993-1997) en ten slotte volgde zij een tweedefaseopleiding Toegepaste kunst aan het Sandberg Instituut, eveneens te Amsterdam (1997-1999). Ze was artist in residence in het Palanga Ambermuseum (2001-2002) in Litouwen en het Europees Keramisch Werkcentrum (2006) in 's-Hertogenbosch.
In haar werk maakt Tolvanen gebruik van materialen als hout, cement en keramiek, maar ook van kostbare materialen zoals zilver, opaal en parels. Tolvanen laat zich onder meer inspireren door de natuur en hoe deze door de mens wordt beïnvloed.

## Solo-exposities (selectie)
- 2014 - Reinventing Nature, CODA, Apeldoorn
- 2012 - Terhi Tolvanen, Introduction, Galerie Rob Koudijs, Amsterdam
- 2010 - Naturae, Galerie Viceversa, Lausanne en Galerie Spektrum, München
- 2000 - Spring Collection, Galerie Louise Smit en KunstRAI, Amsterdam